# 拉罗谢特 (夏朗德省)
拉罗谢特（法語：La Rochette，法語發音：[la ʁɔʃɛt] ⓘ）是法国夏朗德省的一个市镇，位于该省中部偏东北，属于昂古莱姆区。

## 地理
拉罗谢特（45°48'5"N, 0°18'50"E）面积10.99 平方千米，位于法国新阿基坦大区夏朗德省，该省份为法国西部内陆省份，北起德塞夫勒省和维埃纳省，东临上维埃纳省，东南至多尔多涅省，南至多爾多涅省，西接滨海夏朗德省。
与拉罗谢特接壤的市镇（或旧市镇、城区）包括：阿格里、库尔让、若德、莱潘、瓦勒德博尼约尔。

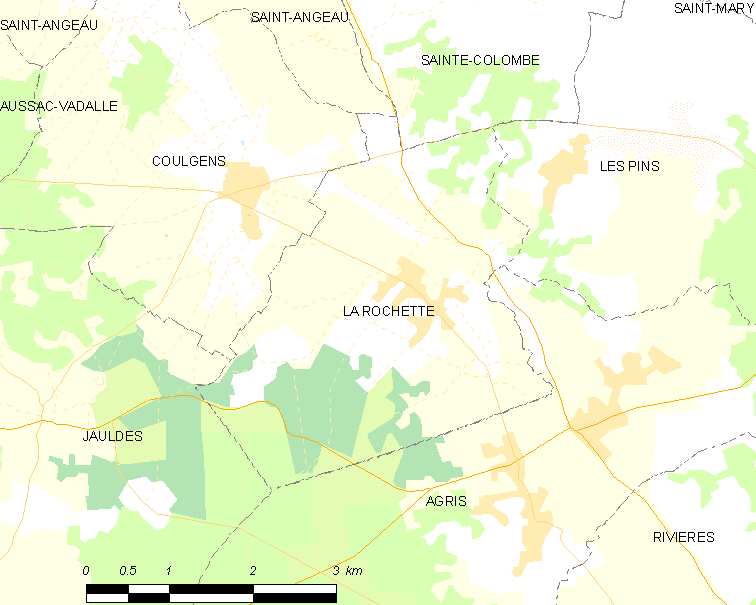
的OSM定位图

拉罗谢特的时区为UTC+01:00、UTC+02:00（夏令时）。

## 行政
拉罗谢特的邮政编码为16110，INSEE市镇编码为16282。

## 政治
拉罗谢特所属的省级选区为塔杜瓦尔河谷县。

## 人口

1962-2008年间人口变化图示

拉罗谢特于2022年1月1日时的人口数量为525人。